# Deborah Sosimenko
Deborah Sosimenko, född 5 april 1974, är en friidrottare från Australien. Hon deltog vid olympiska sommarspelen 2000 och olympiska sommarspelen 2008.